# 국영 히타치 해빈공원

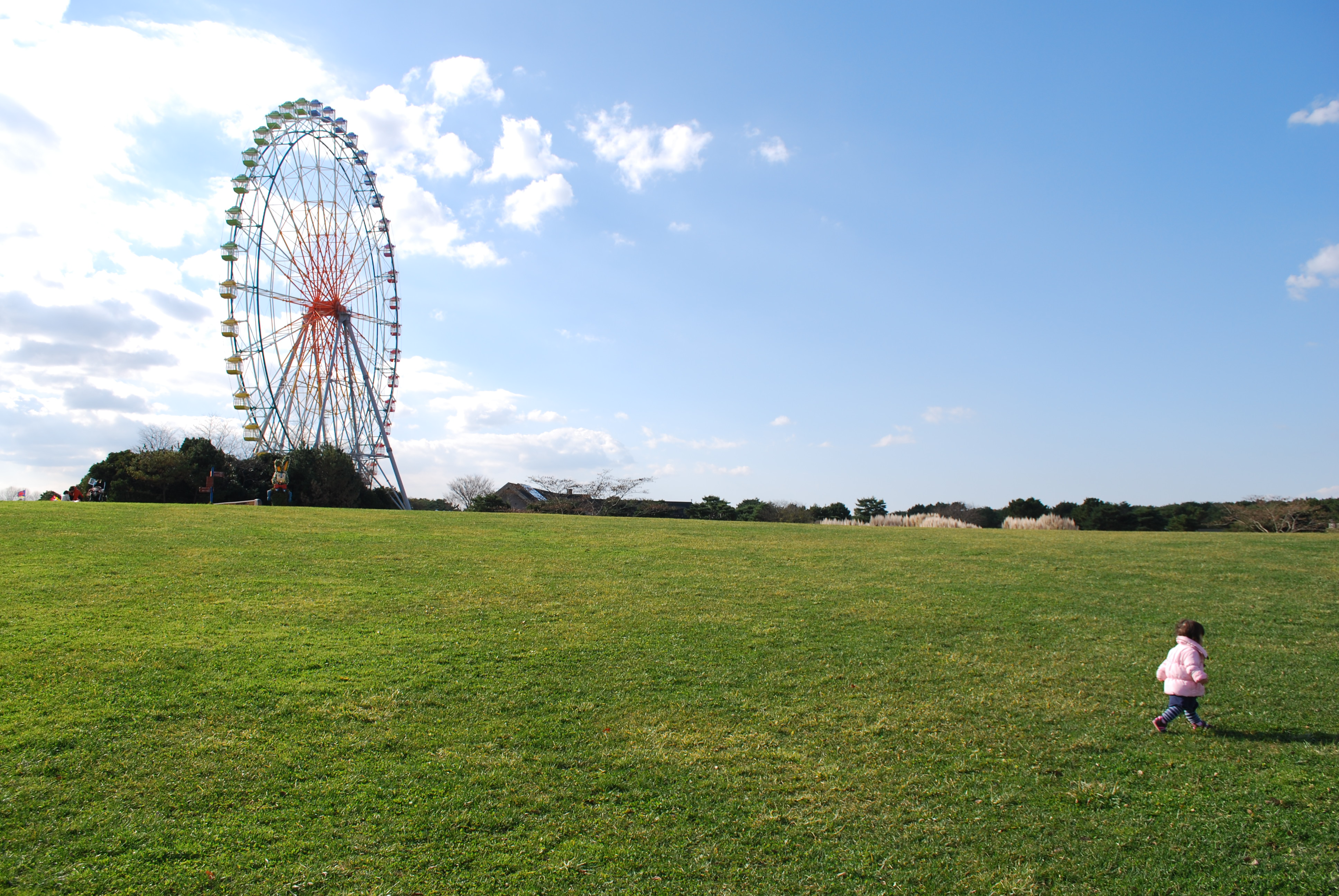
국영 히타치 해변 공원

국영 히타치 해변 공원(일본어: 国営ひたち海浜公園 고쿠에이히타치카이힌코엔[*])는 일본 이바라키현 히타치나카시에 위치한 국영 공원이다.